# Wybory prezydenckie w Senegalu w 2012 roku

Położenie Senegalu na mapie Afryki

Wybory prezydenckie w Senegalu w 2012 roku – wybory na urząd prezydenta Senegalu przeprowadzone zostały w dwóch turach głosowania 26 lutego i 25 marca 2012. W pierwszej turze wyborów uczestniczyło 14 kandydatów, w tym urzędujący prezydent Abdoulaye Wade. Jego udział w wyborach i ubieganie się o trzecią z kolei prezydenturę doprowadziły do masowych protestów społecznych, które poprzedziły pierwszą turę głosowania i w wyniku których zginęło 6 osób a ponad 150 zostało rannych.
W pierwszej turze głosowania najwięcej głosów (34,81%) zdobył prezydent Wade. Nie zdołał jednak uzyskać ponad połowy oddanych głosów i do drugiej tury wyborów przeszedł razem z byłym premierem Mackym Sallem, który uzyskał 26,58% głosów. Kampania przed drugą turą wyborów przebiegła już w pokojowej atmosferze, a w jej trakcie kandydaturę Salla wsparli wszyscy pozostali kandydaci. W rezultacie Sall wygrał wybory, uzyskując 65,80% głosów poparcia. Prezydent Wade zaakceptował porażkę i pogratulował zwycięstwa rywalowi. Zaprzysiężenie nowego prezydenta odbyło się 2 kwietnia 2012.

## Geneza i przepisy konstytucji
W wyborach prezydenckich w lutym i marcu 2000 nowym prezydentem Senegalu wybrany został Abdoulaye Wade z Senegalskiej Partii Demokratycznej (Parti Démocratique Sénégalais, PDS), dotychczasowy wieloletni lider opozycji. Przekazanie władzy odbyło się w sposób pełni pokojowy. Senegal od czasu uzyskania niepodległości od Francji w 1960, w odróżnieniu od sąsiednich państw z regionu Afryki Zachodniej, nie doświadczył ani jednego zamachu stanu.
W referendum z 7 stycznia 2001 obywatele, większością 94% głosów, poparli projekt nowej konstytucji, która wprowadzała przepis o ograniczeniu liczby kadencji prezydenta do dwóch oraz skracała ich długość z 7 do 5 lat. W wyborach prezydenckich z 25 lutego 2007 prezydent Wade uzyskał reelekcję (zdobył 55,9% głosów) i objął mandat na drugą, już 5-letnią, kadencję. Oświadczył wówczas, że nie będzie się ubiegał o kolejny wybór na to stanowisko. W październiku 2008 parlament dokonał nowelizacji konstytucji, wydłużając kadencję prezydenta z 5 do 7 lat.
We wrześniu 2009 Wade zmienił zdanie, ogłaszając zamiar udziału w kolejnych wyborach w 2012. Argumentował, że zgodnie z zasadą nieretroaktywności prawa, przepisy nowej konstytucji mogą odnosić się tylko do jego drugiej kadencji. Zgodnie z tak przedstawioną argumentacją dowodził, że ma prawo ubiegać się o jeszcze jedną, tym razem 7-letnią kadencję prezydenta. Jego stanowisko popierała rządząca Senegalska Partia Demokratyczna (PDS). Zapowiedź prezydenta spotkała się z krytyką ze strony opozycji, która dodatkowo oskarżała go o próby zagwarantowania sukcesji dla syna, Karima Wade. W październiku 2010 Karim Wade został mianowany przez swego ojca ministrem energetyki – jednak prezydent zaprzeczał jakimkolwiek planom uczynienia go swoim następcą. Podkreślał przy tym, że jak każdemu obywatelowi, również i jego synowi przysługiwać może prawo udziału w wyborach prezydenckich.

## Próba zmiany prawa i protesty
W czerwcu 2011 rząd przedstawił projekt zmiany przepisów konstytucji i prawa wyborczego. W myśl proponowanych przepisów zmianie miał ulec próg poparcia konieczny dla zwycięstwa już w pierwszej turze wyborów. Nowe przepisy zakładały obniżenie progu z 50% do 25% głosów. Inną propozycją było wprowadzenie stanowiska wiceprezydenta, który przejmowałby władzę w państwie w przypadku opróżnienia urzędu prezydenta.
Obóz rządowy proponowane zmiany uzasadniał koniecznością wzmocnienia demokracji w kraju i potrzebą podziału obowiązków prezydenckich pomiędzy dwie instytucje. Opozycja, z Senegalską Partią Demokratyczną (Parti Socialiste du Sénégal, PS) na czele, była przeciwna zmianom w prawie. Oskarżała prezydenta o próbę zagwarantowania sobie kolejnej reelekcji oraz tworzenie nowego stanowiska z myślą o sukcesji dla syna.
23 czerwca 2011, w dniu głosowania zmian w Zgromadzeniu Narodowym, przed budynkiem parlamentu doszło do masowych protestów przeciwników nowelizacji prawa. Demonstrujący obrzucili kamieniami siedzibę Zgromadzenia oraz starli się z policją. Otaczające budynek służby porządkowe do rozpędzenia demonstrantów użyły gumowych kul, gazu łzawiącego i kanonierek wodnych. Do starć doszło także w innych częściach Dakaru. W wyniku całonocnych starć i zamieszek rannych zostało ponad 100 osób, w tym co najmniej kilkunastu policjantów. Do wystąpień doszło także w innych regionach kraju, w miastach Kolda, Ziguinchor i Saint-Louis. Były to największe protesty społeczne w Senegalu od czasu objęcia prezydentury przez Abdoulaye’a Wade. W reakcji na wydarzenia Unia Europejska ostrzegła senegalskie władze, że zmiana prawa bez przeprowadzenia szerszej debaty społecznej może przyczynić się do podważenia wiarygodności procesu wyborczego.
Pod wpływem presji społecznej prezydent Wade jeszcze tego samego dnia ogłosił wycofanie się z planów zmian prawnych. Swoją decyzję uzasadniał wynikami konsultacji z różnymi grupami społeczeństwa oraz przywódcami religijnymi.
Po czerwcowych protestach partie polityczne i organizacje społeczne sprzeciwiające się kandydaturze Wade’a w wyborach prezydenckich zawiązały wspólną koalicję pod nazwą Ruch 23 Czerwca (M23). Członkowie tego ruchu zapowiedzieli organizację kolejnej demonstracji 23 lipca 2011, w miesięcznicę wcześniejszych wydarzeń. Ze względów bezpieczeństwa władze zakazały zwoływania wieców w centrum stolicy, co zmusiło organizatorów do zmiany miejsca. 23 lipca 2011 kilka tysięcy osób demonstrowało przeciwko prezydentowi na placu Obelisku, graniczącym z centrum miasta. Tego samego dnia w Dakarze odbył się również wiec poparcia prezydenta, zorganizowany przez jego zwolenników.

## Kandydaci
1 grudnia 2011, na konferencji koalicji Bennoo Siggil Senegaal, grupującej 30 lewicowych partii opozycji, jej przedstawiciele nie zdołali się porozumieć co do wyboru wspólnego kandydata w wyborach prezydenckich. 19 partii opowiedziało się za byłym premierem Moustaphą Niasse z Sojuszu Sił Postępu (Alliance des Forces de Progrès, AFP), podczas gdy pozostali wsparli kandydaturę Ousmane’a Tanora Dienga z Senegalskiej Partii Socjalistycznej. W rezultacie opozycja pozostała podzielona, a obaj politycy ogłosili swój udział w wyborach.
23 grudnia 2011 Abdoulaye Wade zaakceptował oficjalną nominację na kandydata Senegalskiej Partii Demokratycznej (PDS) w wyborach prezydenckich zaplanowanych na 26 lutego 2012. Dzień wcześniej w wyniku starcia przeciwników i zwolenników prezydenta w Dakarze śmierć poniosła jedna osoba. 23 stycznia 2012 Wade formalnie przedłożył swoją kandydaturę Radzie Konstytucyjnej.

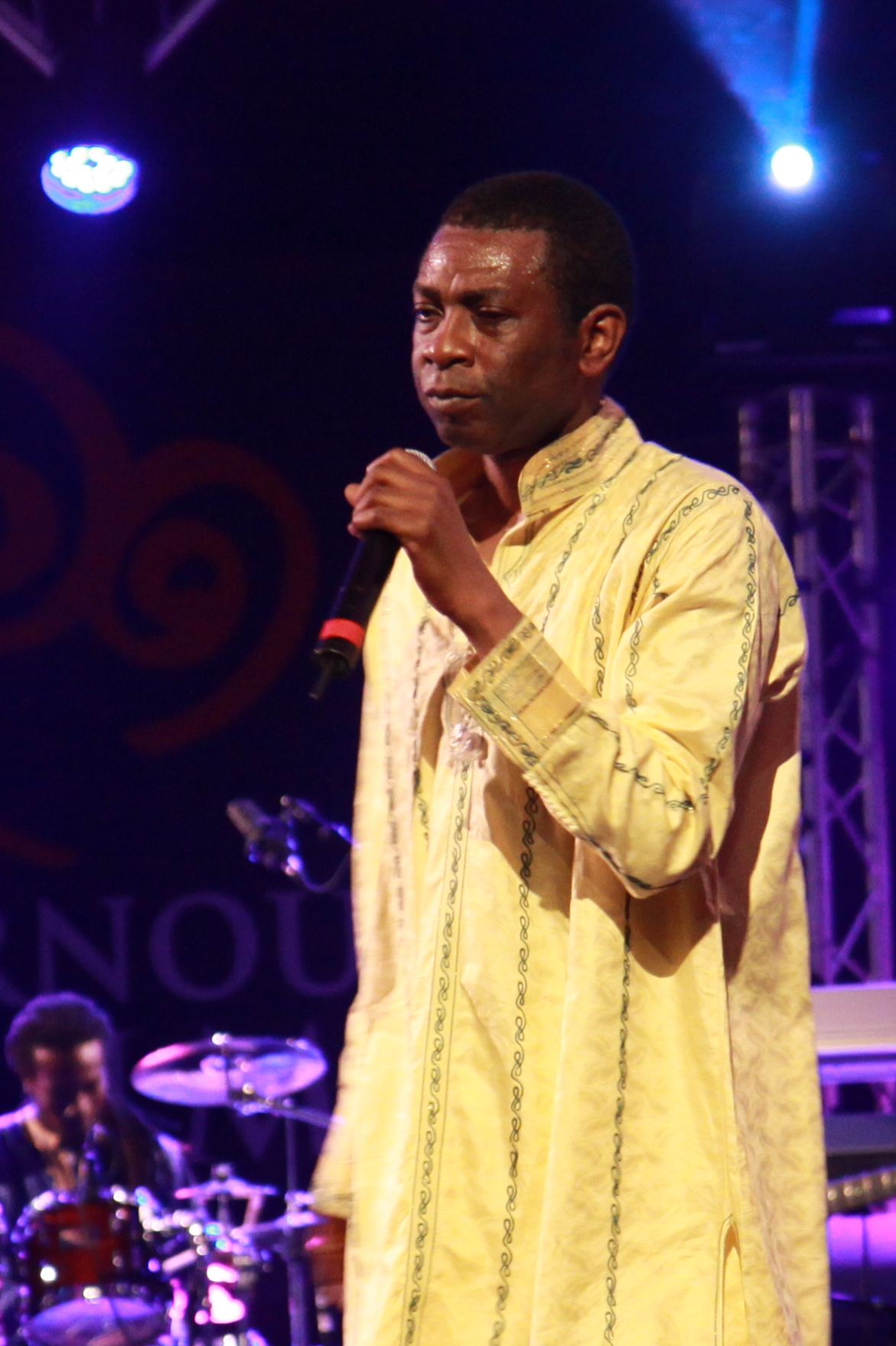
Youssou N’Dour, 2010

2 stycznia 2012 udział w wyborach zapowiedział senegalski muzyk Youssou N’Dour, występujący we wcześniejszych miesiącach z ostrą krytyką polityki prezydenta Wade’a. 25 stycznia 2012 złożył oficjalny wniosek do Rady Konstytucyjnej. Termin zgłaszania kandydatur do Rady Konstytucyjnej, 5-osobowego ciała powoływanego przez prezydenta i kompetentnego w sprawach wyborczych, mijał 26 stycznia 2012. Do tego czasu swoje kandydatury złożyli również Moustapha Niasse i Ousmane Tanor Dieng, a także byli premierzy Macky Sall oraz Idrissa Seck, należący w przeszłości do Senegalskiej Partii Demokratycznej (PDS), ale na skutek konfliktu z prezydentem startujący jako kandydaci niezależni. 24 stycznia 2012 minister spraw wewnętrznych Ousmane Ngom ogłosił 5-dniowy zakaz publicznych zgromadzeń i protestów, w celu zapewnienia bezpieczeństwa, przed ogłoszeniem oficjalnej listy kandydatów dopuszczonych do udziału w wyborach. Ruch 23 Czerwca zapowiedział przeprowadzenie nowej fali demonstracji w przypadku zatwierdzenia kandydatury prezydenta Wade’a.
27 stycznia 2012 Rada Konstytucyjna ogłosiła listę 14 kandydatów dopuszczonych do udziału w wyborach prezydenckich. Spośród 20 zgłoszonych kandydatów odrzuciła sześcioro. Zatwierdziła kandydaturę prezydenta Abdoulaye’a Wade, odrzuciła natomiast kandydaturę Youssou N’Doura, stwierdzając, że nie zebrał on wymaganych 10 tysięcy podpisów poparcia. Zakwestionowała 4 tysiące spośród 12 tysięcy podpisów przedłożonych przez jego sztab. Sztab N’Doura odrzucił decyzję członków Rady, zarzucając im podjęcie decyzji politycznej, niemającej nic wspólnego z prawem (wszystkich pięcioro członków Rady Konstytucyjnej powołuje z mocy prawa prezydent).
Lista 14 kandydatów w wyborach prezydenckich zatwierdzonych przez Radę Konstytucyjną:
- Oumar Khassimou Dia (Parti Humaniste) – były minister planowania[25]
- Diouma Diakhaté (Initiative Démocratique Jubël ) – projektantka mody[26]
- Mor Dieng (Parti de l’Espoir) – ekonomista, urzędnik[27]
- Ousmane Tanor Dieng (Senegalska Partia Socjalistyczna) – przewodniczący partii
- Cheikh Bamba Dièye (Front pour le Socialisme et la Démocratie/Benno Jubël) – deputowany do Zgromadzenia Narodowego od 2007
- Ibrahima Fall (Taxaw Temm) – minister szkolnictwa wyższego w latach 1983–1984, minister spraw zagranicznych w latach 1984–1990[28]
- Cheikh Tidiane Gadio (Mouvement Politique Citoyen) – minister spraw zagranicznych w latach 2000–2009[29]
- Doudou Ndoye (Union pour la République) – minister sprawiedliwości w latach 1983–1986[30]
- Djibril Ngom (Taxawli Askan Wi) – minister ds. budżetu w 1990, ekonomista[31]
- Moustapha Niasse (koalicja Benno Siggil Sénégaal) – minister spraw zagranicznych w latach 1978–1984, premier w latach 2000–2001[32]
- Macky Sall (koalicja Macky 2012) – premier w latach 2004–2007, przewodniczący Zgromadzenia Narodowego w latach 2007–2008[33]
- Idrissa Seck (koalicja Idy 4 Président) – premier w latach 2002–2004[34]
- Amsatou Sow Sidibé (Parti pour la Démocratie et la Citoyenneté ) – profesor prawa[35]
- Abdoulaye Wade (Senegalska Partia Demokratyczna) – prezydent Senegalu od 2000

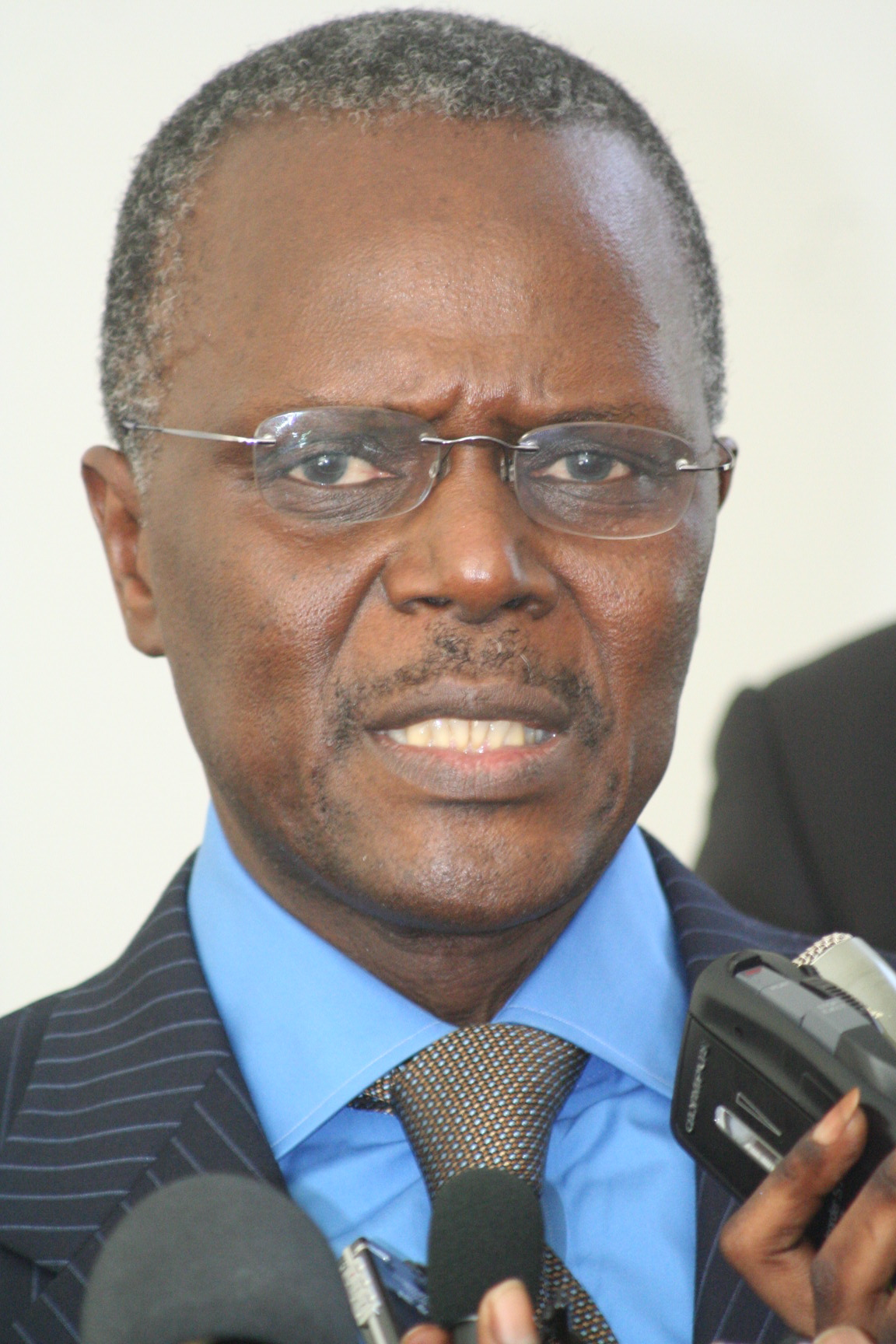
Ousmane Tanor Dieng
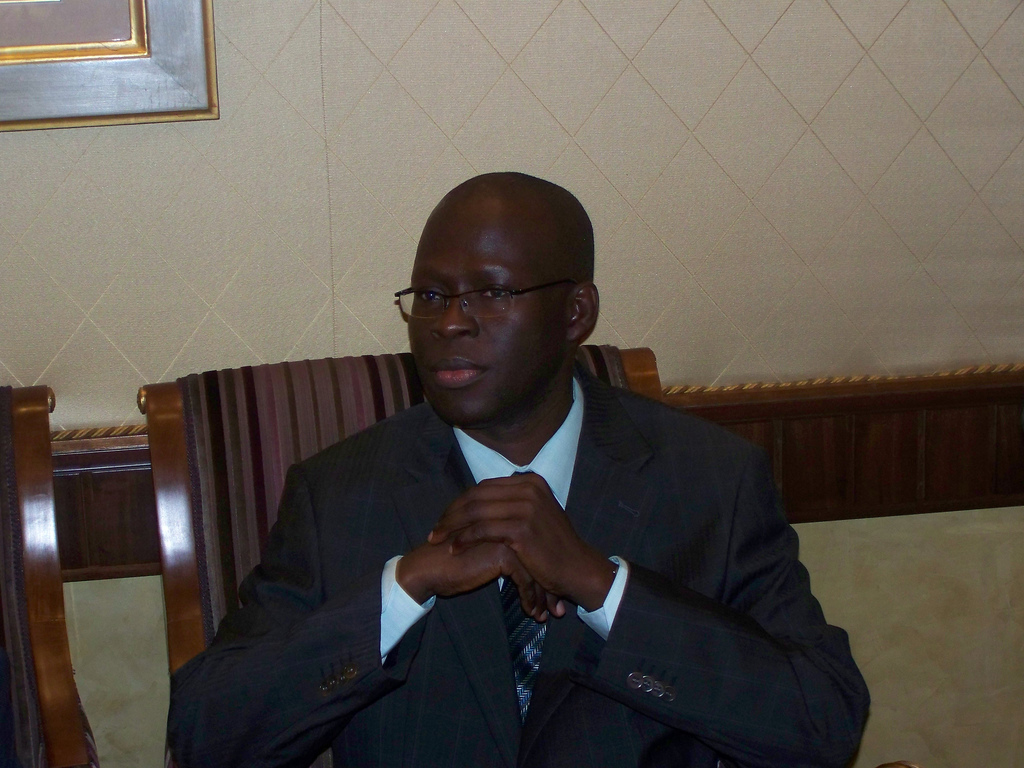
Cheikh Bamba Dièye
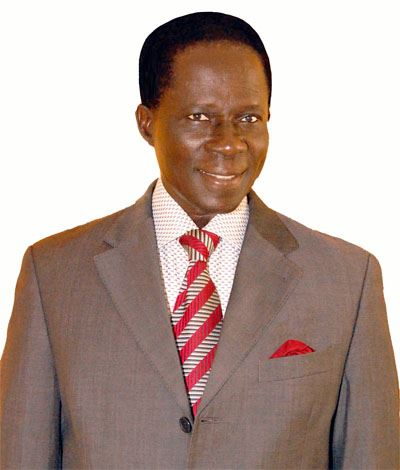
Ibrahima Fall
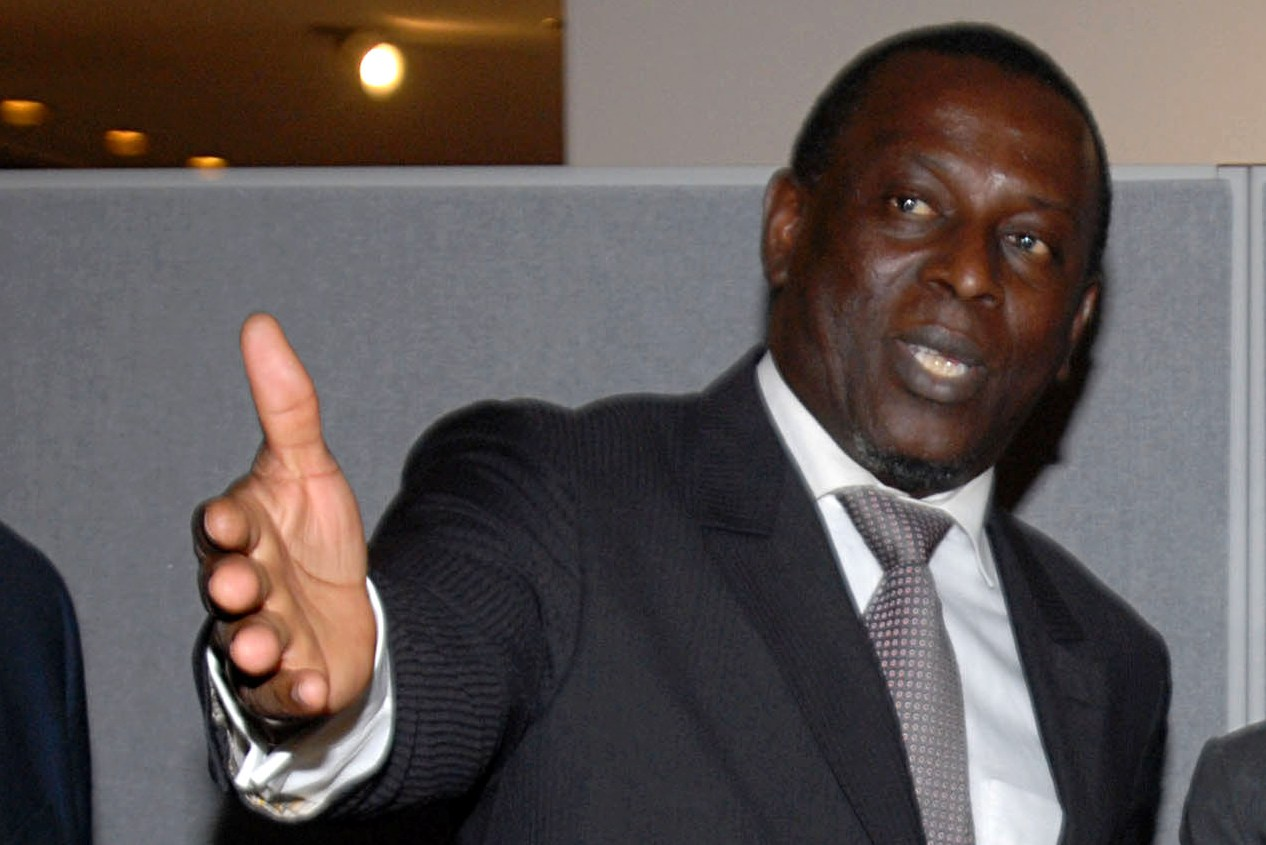
Cheikh Tidiane Gadio
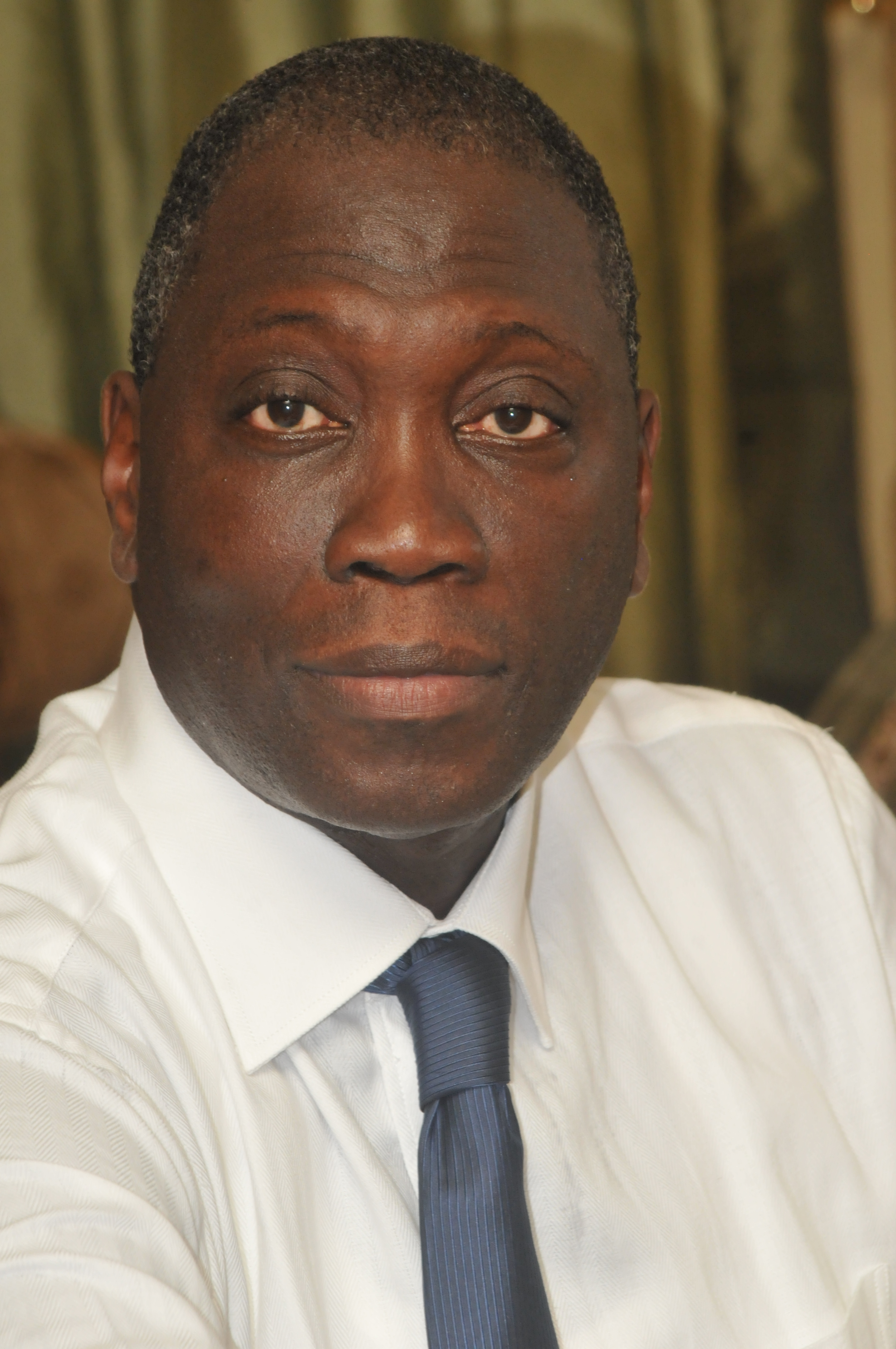
Djibril Ngom
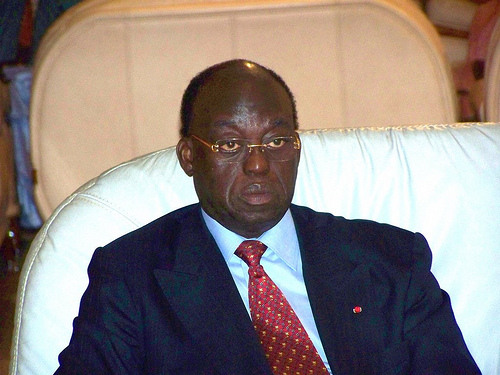
Moustapha Niasse
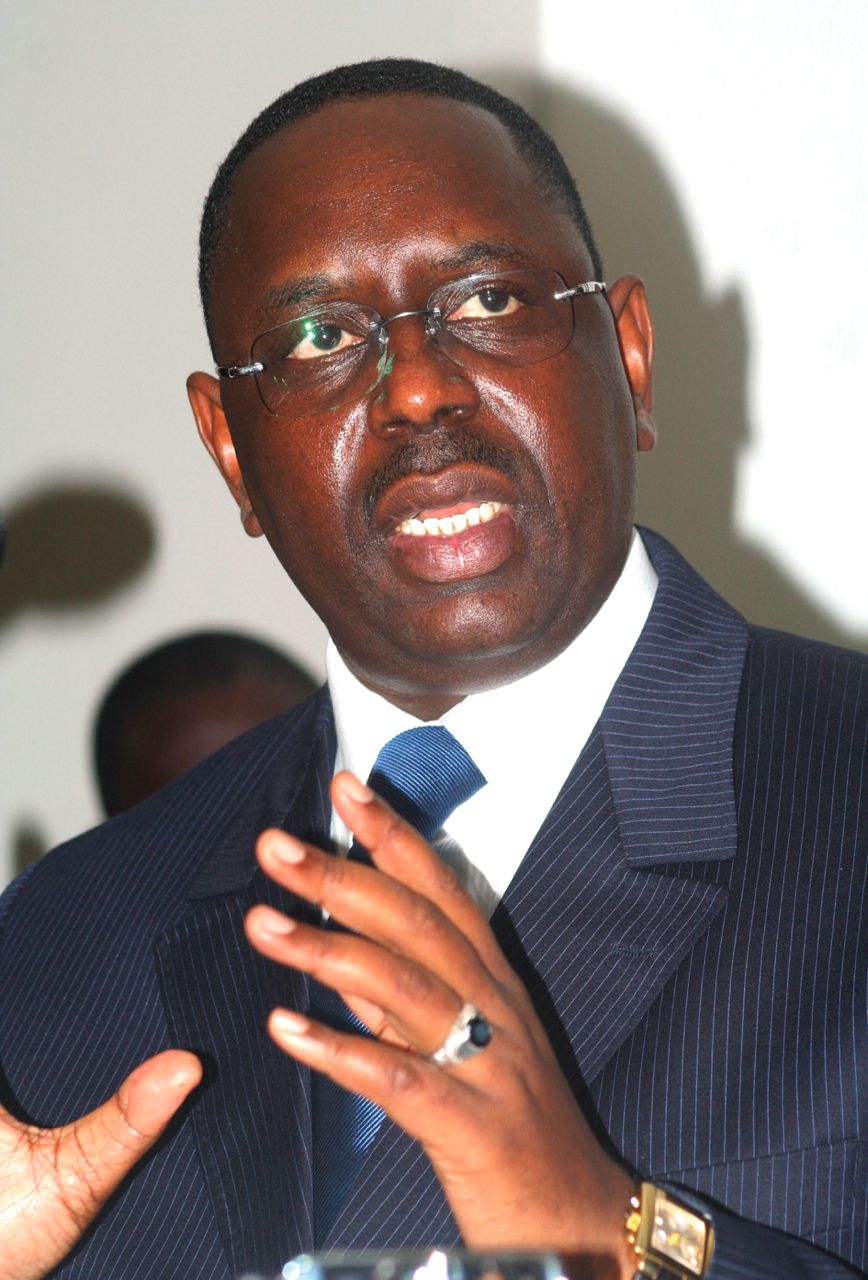
Macky Sall
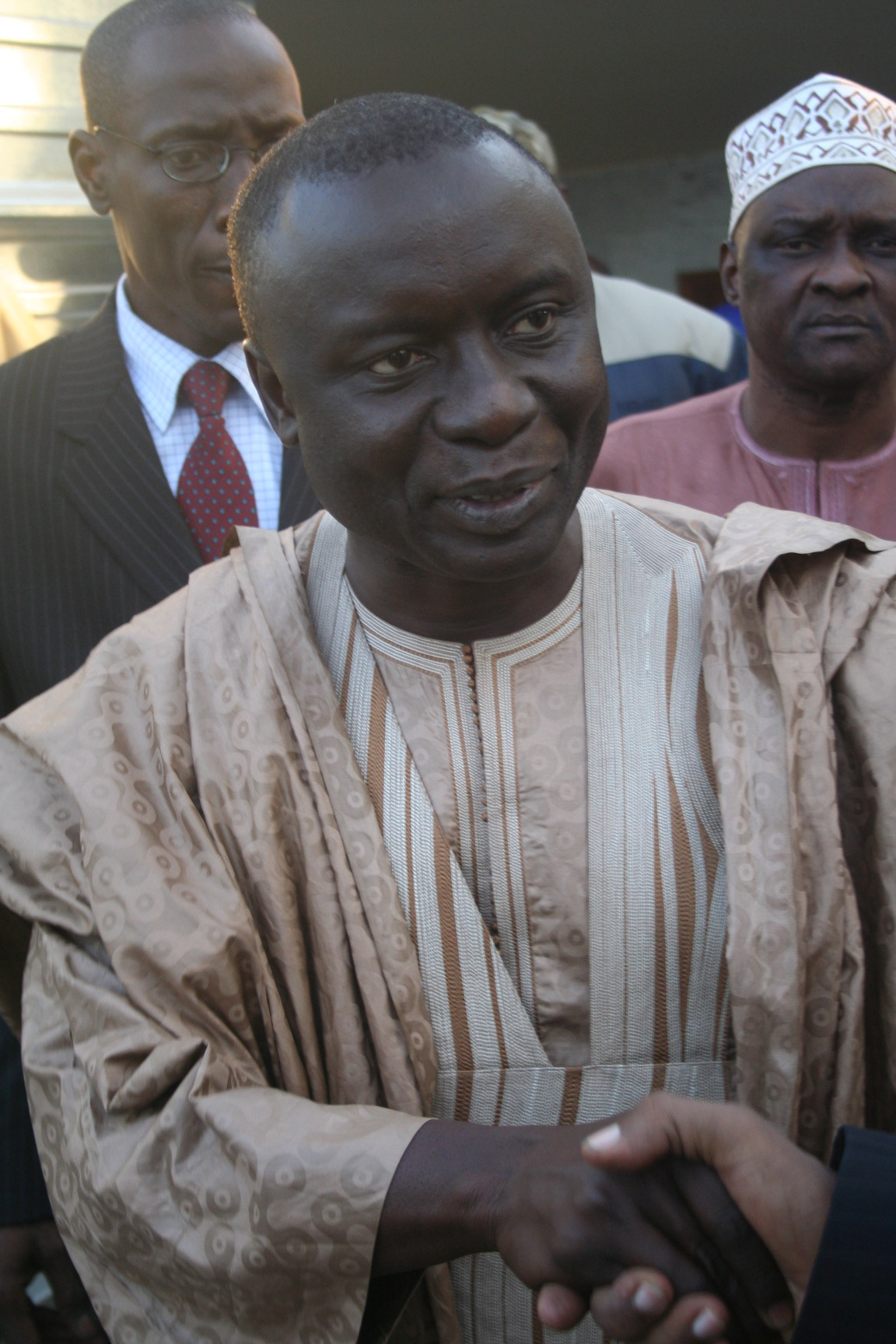
Idrissa Seck
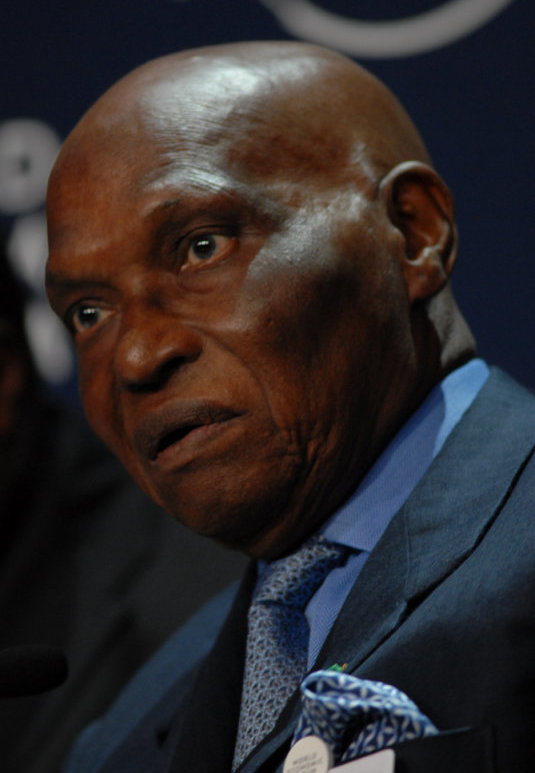
Abdoulaye Wade

## Protesty społeczne po ogłoszeniu kandydatur
Zatwierdzenie przez Radę Konstytucyjną kandydatury Abdoulaye’a Wade wywołało protesty na ulicach Dakaru. Tysiące osób, zwolenników Ruchu 23 Czerwca, demonstrowało na Placu Obelisku w Dakarze, przyrównując go do Placu Tahrir z czasu rewolucji w Egipcie. W mieście doszło do starć z policją, przypadków podpaleń budynków i samochodów oraz innych aktów wandalizmu. Policja do rozpędzania demonstrantów używała gazu łzawiącego. Do demonstracji doszło także w Kaolack, gdzie podpalona została siedziba partii rządzącej, a także miastach Thiès i Mbour. Władze zapowiedziały tolerowanie protestów, pomimo wydanego w poprzednich dniach zakazu zgromadzeń. Prezydent Wade nazwał wystąpienia „pokazem kaprysów” i zapewnił o otwartości i uczciwości wyborów. W wyniku wystąpień w Dakarze od uderzenia cegłą w głowę zginął jeden policjant.
28 stycznia 2012 partie zrzeszone w Ruchu 23 Czerwca zapowiedziały kontynuację protestów, określając decyzję o dopuszczeniu Wade do wyborów mianem „konstytucyjnego zamachu stanu, stanowiącym preludium przed zamachem wyborczym”. Służby bezpieczeństwa wzmocniły swoje pozycje w stolicy, otaczając m.in. pałac prezydencki. 30 stycznia 2011 Rada Konstytucyjna odrzuciła apelację N’Doura i raz jeszcze potwierdziła opublikowaną listę kandydatów. W wyniku protestów i starć z policją w mieście Podor zginęły tego dnia dwie osoby. Według informacji Amnesty International, służby otworzyły ogień do protestujących.
W czasie protestów w stolicy 31 stycznia 2012 zginęła jedna osoba. Następnego dnia w Dakarze doszło do demonstracji studentów i młodzieży. Do protestów dochodziło również w kolejnych dniach. Opierając się na swych szacunkowych danych, według których w protestach brało udział nie więcej niż 10 tys. osób, władze bagatelizowały ich znaczenie. Prezydent Wade określił wystąpienia mianem „bryzy, będącej łagodnym wiatrem, który potrząsa liśćmi, ale nigdy nie stanie się huraganem”.
4 lutego 2012 ośmioro kandydatów na prezydenta podpisało wspólny pakt, zapowiadając podejmowanie działań na rzecz zmuszenia urzędującego prezydenta do wycofania swojej kandydatury. Pakt podpisali m.in. Macky Sall, Idrissa Seck, Moustapha Niasse, Ousmane Tanor Dieng, a także Youssou N’Dour.

## Pierwsze reakcje międzynarodowe
| Przebieg procesu wyborczego | Przebieg procesu wyborczego |
| --------------------------- | --- |
| 23 czerwca 2011             | Bezskuteczna próba nowelizacji konstytucji i prawa wyborczego przez rząd; początek masowych antyrządowych protestów społecznych |
| 23 grudnia 2011             | Mianowanie prezydenta Wade kandydatem Senegalskiej Partii Demokratycznej w wyborach prezydenckich                               |
| 27 stycznia 2012            | Ogłoszenie przez komisję wyborczą listy 14 kandydatów w wyborach; śmierć jednej osoby w czasie protestów społecznych            |
| 28 stycznia                 | Śmierć dwóch osób w wyniku starć z policją                                                                                      |
| 31 stycznia                 | Śmierć jednej osoby w czasie protestów w Dakarze                                                                                |
| 4 lutego                    | Porozumienie o współpracy wyborczej 8 kandydatów przeciwnych kandydaturze Wade                                                  |
| 5 lutego                    | Początek kampanii wyborczej |
| 17 lutego                   | Śmierć piątej ofiary protestów w Kaolack                                                                                        |
| 19 lutego                   | Śmierć ostatniej, szóstej ofiary wystąpień w Rufisque                                                                           |
| 21–25 lutego                | Misja dyplomatyczna Olusẹguna Ọbasanjọ                                                                                          |
| 26 lutego                   | Pierwsza tura wyborów |
| 29 lutego                   | Ogłoszenie wyników I tury przez komisję wyborczą; zwycięstwo Wade                                                               |
| 6 marca                     | Zatwierdzenie wyników I tury wyborów przez Radę Konstytucyjną                                                                   |
| 10 marca                    | Udzielenie poparcia Macky’emu Sallowi przez wszystkich kandydatów i Ruch 23 Czerwca                                             |
| 26 marca                    | Druga tura wyborów; uznanie własnej przegranej przez Wade                                                                       |
| 27 marca                    | Ogłoszenie wyników II tury przez komisję wyborczą; zwycięstwo Salla                                                             |
| 30 marca                    | Zatwierdzenie wyników II tury wyborów przez Radę Konstytucyjną                                                                  |
| 2 kwietnia                  | Zaprzysiężenie Macky’ego Salla na stanowisku prezydenta                                                                         |
| 4 kwietnia                  | Powołanie nowego rządu na czele z Abdoulem Mbaye’em                                                                             |
| 1 lipca                     | Zwycięstwo koalicji prezydenta Salla w wyborach parlamentarnych                                                                 |

Wydarzenia w Senegalu spotkały się z reakcją ze strony Francji, Unii Europejskiej oraz Stanów Zjednoczonych. 29 stycznia 2012 misja obserwacyjna UE na czele z Thijsem Bermanem, mająca za zadanie monitorowanie przebiegu procesu wyborczego, zwróciła się do Rady Konstytucyjnej z wnioskiem o wyjaśnienie powodów podjętych przez nią decyzji, w tym zasadności odrzucenia kandydatury N’Doura i akceptacji kandydatury prezydenta Wade.
30 stycznia 2012 zastępca sekretarza stanu USA, William Burns, wyraził obawy, że ubieganie się o trzecią kadencję przez prezydenta Wade może narazić na szwank wysiłki Senegalu na rzecz budowy demokracji i stabilności politycznej. Francuskie Ministerstwo Spraw Zagranicznych wydało natomiast komunikat, w którym wyraziło żal z powodu braku reprezentacji wszystkich sił politycznych w procesie wyborczym. 1 lutego 2012 minister spraw zagranicznych Alain Juppé wyraził przekonanie o potrzebie „zmiany pokoleniowej” na stanowiskach władzy w Senegalu, podkreślając przy tym, że Francja nie opowiada się za żadnym z kandydatów.
31 stycznia 2012 zaniepokojenie wzrostem napięć w Senegalu wyraził sekretarz generalny ONZ Ban Ki-moon, który w wydanym komunikacie zaapelował o powstrzymanie się od przemocy, a władze Senegalu wezwał do działania w sposób, który zachowa i wzmocni demokratyczne tradycje kraju. Wysoki Komisarz Narodów Zjednoczonych do spraw Praw Człowieka Navanethem Pillay wyraziła zaniepokojenie doniesieniami o użyciu „nadmiernej siły” w stosunku do protestujących przez służby bezpieczeństwa.
Na początku lutego 2012 ambasador USA w Dakarze Lewis Lukens, w udzielonych wywiadzie, wyraził ubolewanie z powodu narażenia na szwank procesu wyborczego przez Wade i przyczynienia się poprzez wystawienie swojej kandydatury do wzrostu niepokojów w kraju. Dodał, że jako jeden z najstarszych przywódców na kontynencie miał on okazję do przewodzenia demokratycznych przemianiom i przekazania sterów władzy w ręce młodszego pokolenia. W następstwie swoich słów, został 7 lutego 2012 wezwany do Ministerstwa Spraw Zagranicznych, a 14 lutego 2012 do pałacu prezydenckiego.

## Kampania wyborcza i kontynuacja protestów
5 lutego 2012, w dniu rozpoczęcia kampanii wyborczej, prezydent odrzucił naciski ze strony państw zachodnich, stwierdzając, że ani Stany Zjednoczone, ani Francja nie mają prawa żądać od niego rezygnacji z urzędu. Zwracając się do swoich zwolenników, dodał, że nie szuka poparcia mieszkańców Zachodu, lecz własnego narodu. 7 lutego 2012 w Dakarze odbyły się wiece poparcia zwolenników i przeciwników prezydenta. W czasie pierwszego z nich Wade wyraził przekonanie o swoim zwycięstwie już w pierwszej turze głosowania. Zwolennicy opozycji zamierzali w czasie pokojowego marszu udać się sprzed budynku uniwersytetu przed siedzibę Ministerstwa Spraw Wewnętrznych znajdującego się na przedmieściach stolicy, zostali jednak zatrzymani i rozproszeni przez służby porządkowe. 8 lutego 2012, w czasie wiecu wyborczego w Thiès, Wade przedstawił część swojego programu wyborczego, zobowiązując się do eliminacji ubóstwa w kraju oraz zapewnienia lepszej opieki socjalnej dla osób powyżej 60 roku życia. Prezydent zapowiedział także kontynuowanie programu rozbudowy infrastruktury, w tym tzw. „Wielkich Projektów”, jak budowa nowych szybkich połączeń kolejowych i sieci autostrad, budowa lotnisk, centrów zdrowia i placówek oświatowych. Krytycy prezydenta zarzucali mu nadmierne skupianie się na inwestycjach (w tym budowę za 20 mln USD Pomnika Afrykańskiego Odrodzenia) i pomijanie codziennych problemów obywateli, jak korupcja, przerwy w dostępie do prądu, inflacja oraz wzrost cen paliw i żywności.
14 lutego 2012 policja uniemożliwiła młodzieży, planującej stałą okupację Placu Obelisku, podjęcie tej formy akcji protestacyjnej. 15 lutego 2012 służby bezpieczeństwa rozpędziły demonstrację opozycji zmierzającą w kierunku pałacu prezydenckiego. W rezultacie manifestacja przekształciła się w starcia między młodzieżą a siłami policyjnymi. Zdaniem części komentatorów, kolejna nieudana próba mobilizacji społeczeństwa przeciwko urzędującemu prezydentowi spowodowana była podziałami w szeregach opozycji i brakiem wiarygodności wielu z jej liderów. Opozycja nie zdołała zawrzeć porozumienia i wystawić wspólnego kandydata w wyborach. Dodatkowo, część z jej przywódców pełniło w przeszłości wysokie stanowiska premierów i ministrów w administracji Abdoulaye’a Wade. W końcu, liderzy opozycji skupiali się wyłącznie na kontestacji polityki Wade, nie oferując w zamian wyborcom wyrazistej alternatywy. Analitycy wskazywali również na poparcie kandydatury Wade ze strony muzułmańskich przywódców religijnych oraz wysokie poparcie wśród ludności wiejskiej. 15 lutego 2012 prezydent ogłosił, że jego kandydaturę wsparło 80 partii politycznych oraz 875 komitetów obywatelskich.
17 lutego 2012 w centrum Dakaru doszło do zamieszek i aktów wandalizmu, po tym jak policja użyła przeciwko demonstrującym zwolennikom opozycji gazu łzawiącego. Część z protestujących szukała schronienia w pobliskich meczetach w czasie piątkowych nabożeństw religijnych. Do starć doszło również w innych miastach kraju. W wyniku odniesionych ran, w mieście Kaolack zmarł 21-latek, będący piątą ofiarą śmiertelną od początku protestów. 18 lutego 2012 protesty i starcia z policją były kontynuowane. Protestujący wznosili barykady na ulicach Dakaru. Jednocześnie w całym kraju przeprowadzone zostało wcześniejsze głosowanie dla 23-tysięcznych służb bezpieczeństwa, w tym funkcjonariuszy policji oraz wojska. 19 lutego, w piątym dniu kontynuacji protestów, przeciwnicy prezydenta manifestowali w pobliżu jednego ze stołecznych meczetów, przed którym dwa dni wcześniej policja rozpyliła gaz łzawiący. Incydent ten spotkał się z krytyką ze strony opozycji. W rezultacie minister spraw wewnętrznych wystosował przeprosiny do przywódców religijnych oraz zaapelował do opozycji o nieorganizowanie wystąpień w pobliżu miejsc kultu. Zamieszki jeszcze tego samego dnia przeniosły się z centrum stolicy na jej obrzeża oraz sąsiednie miejscowości. W mieście Rufisque zginęła szósta ofiara śmiertelna.
Do kolejnych antyprezydenckich demonstracji dochodziło w stolicy również w ciągu następnych dni, do przedednia wyborów włącznie. W przeddzień głosowania ulicami Dakaru przeszedł „biały marsz” kobiet protestujących przeciwko kandydaturze Wade oraz przemocy ze strony służb porządkowych, a główni kandydaci zakończyli kampanię wyborczą wiecami swoich zwolenników.

## Misja Ọbasanjọ i dalsze reakcje międzynarodowe
17 lutego 2012 członkowie ECOWAS, w czasie spotkania w Abudży, podjęli decyzję o wysłaniu wspólnie z Unią Afrykańską misji dyplomatycznej do Senegalu na czele z byłym prezydentem Nigerii Olusẹgunem Ọbasanjọ, mającą na celu nawiązanie dialogu między rządem a opozycją oraz załagodzenie napiętej sytuacji w tym kraju. Ọbasanjọ przybył do Dakaru 21 lutego 2012. Oficjalnym celem jego wizyty miało być „skłonienie wszystkich decydentów politycznych do podjęcia dialogu i zagwarantowanie przeprowadzenia pokojowych, uczciwych i przejrzystych wyborów”. Strona rządowa oraz opozycja z zadowoleniem przyjęły jego przyjazd, mając jednak wobec niego różne oczekiwania. O ile obóz prezydencki traktował misję jako wyłącznie obserwacyjną, opozycja oczekiwała podjęcia mediacji i skłonienia prezydenta Wade do wycofania kandydatury.
22 i 23 lutego 2012 Ọbasanjọ spotkał się z prezydentem Wade oraz liderami opozycji i kandydatami w wyborach, Idrissą Seckiem, Moustaphą Niasse, Ousmanem Tanorem Diengiem, a także z członkami Ruchu 23 Czerwca, przewodniczącym Rady Konstytucyjnej oraz Youssou N’Dourem, którego kandydatura został odrzucona przez Radę. Prezydent Wade, w odpowiedzi na wezwania części kandydatów o przełożenie terminu głosowania z powodu niepokojów w kraju, wykluczył taką ewentualność. Oskarżył także jednego z kandydatów o rekrutowanie prywatnych bojówek w celu eskalacji przemocy. Zdaniem komentatorów prasowych prezydent miał na myśli Idrissę Secka, czemu ten zaprzeczył. 25 lutego 2012, w przeddzień głosowania, Ọbasanjọ zaproponował stronom propozycję porozumienia, przewidującą pełnienie urzędu prezydenta przez Abdoulaye’a Wade tylko przez dwa lata w przypadku jego wygranej w wyborach, a następnie przeprowadzenie ponownych wyborów. Propozycja ta nie spotkała się jednak z aprobatą ze strony prezydenta i opozycji.
19 lutego 2012 Międzynarodowa Federacja Praw Człowieka (International Federation of Human Rights, FIDH) wezwała senegalskie władze do zniesienia zakazu publicznych zgromadzeń i zwolnienia z aresztu wszystkich zatrzymanych z tego powodu. Podkreślała niezgodność zakazu z obowiązującym prawem, jako że prawo wyborcze umożliwiało kandydatom organizowanie spotkań i wieców, wymagając od nich jedynie uprzedniego zawiadomienia o zdarzeniu co najmniej 24 godziny wcześniej. 21 lutego 2012 również szef misji obserwacyjnej UE zaapelował do władz o zniesienie zakazu zgromadzeń, uznając go za sprzeczny z kodeksem wyborczym. Zwrócił dodatkowo uwagę na problemy i opóźnienia w odbiorze dokumentów identyfikacyjnych, niezbędnych przy głosowaniu przez 0,5 mln wyborców głosujących po raz pierwszy (ok. 9% wszystkich wyborców). Skrytykował używanie niewspółmiernej siły wobec protestujących przez służby bezpieczeństwa i zaapelował o powstrzymanie się od dalszej przemocy. 24 lutego 2012 sekretarz generalny ONZ, Ban Ki-moon, potępił przedwyborczą przemoc i powtórzył wezwanie do przeprowadzenia „pokojowego, wiarygodnego i przejrzystego procesu wyborczego, zgodnie z wieloletnią tradycją demokratyczną Senegalu i aspiracjami jego obywateli”.

## Pierwsza tura głosowania
Głosowanie w pierwszej turze wyborów odbyło się 26 lutego 2012 w godzinach 8:00–18:00 i przebiegło w spokojnej atmosferze. Uprawnionych do głosowania było ok. 5,3 mln wyborców. Prezydent Wade w dniu głosowania raz jeszcze wyraził przekonanie o zwycięstwie już w pierwszej turze wyborów. W wywiadzie dla francuskiego dziennika stwierdził, że Europejczycy nie mogą zrozumieć, że pozostanie on dalej prezydentem i „ojcem narodu”. W czasie oddawania głosu w jednej z dzielnic Dakaru został jednakże wygwizdany i zakrzyczany przez grupę swoich przeciwników i w towarzystwie ochrony pospiesznie opuści lokal wyborczy. Wybory monitorowane były przez ok. 3 tys. obserwatorów ze 101 organizacji. Unia Afrykańska przysłała 90 z nich, a ECOWAS – 150.
Pierwsze nieoficjalne dane z komisji wyborczych wskazywały na prawdopodobieństwo organizacji kolejnej tury głosowania. Według częściowych danych z 27 lutego 2012, prezydent Wade oraz Macky Sall mieli uzyskać po 20–35% głosów każdy. Wade przegrał dodatkowo rywalizację z kandydatem opozycji we własnym okręgu wyborczym. Rzecznik prezydenta nie skomentował pierwszych wyników, wyrażając w dalszym ciągu przekonanie o zwycięstwie już w pierwszej turze wyborów. Macky Sall stwierdził natomiast, że druga tura wyborów wydaje się nieunikniona, gdyż według szacunków jego sztabu miał wygrać w największych okręgach wyborczych w kraju. Wyraził pewność w zwycięstwo w drugiej turze głosowania i wezwał wszystkich pozostałych kandydatów opozycji do stworzenia wspólnego frontu i poparcia jego kandydatury. Prezydent Wade dopiero wieczorem 27 lutego 2012, w pierwszym publicznym wystąpieniu po wyborach, przyznał, że możliwa jest druga tura głosowania.
28 lutego 2012 komisja wyborcza podała do wiadomości, że ogłoszenie wyników wyborów odbędzie 2 marca 2012, w ostatnim dniu dopuszczalnym przez przepisy prawa. Członkowie misji obserwacyjnej UE potwierdzili, że głosowanie odbyło się w pokojowej atmosferze. Skrytykowali jednakże przesunięcie przez komisję wyborczą daty ogłoszenia wyników głosowania na ostatni z możliwych terminów. Według nieoficjalnych wyników z połowy okręgów wyborczych opublikowanych w lokalnej prasie, prezydent Wade miał uzyskać ok. 32% głosów, podczas gdy Macky Sall ok. 25%.
Wbrew wcześniejszym zapowiedziom, komisja wyborcza ogłosiła wyniki pierwszej tury wyborów już 29 lutego 2012. Pierwsze miejsce zajął prezydent Wade, uzyskując 34,81% głosów poparcia, który wyprzedził Macky’ego Salla (26,58% głosów). Kolejne miejsca zajęli: Moustapha Niasse (13,20%), Ousmane Tanor Dieng (11,30%) oraz Idrissa Seck (7,86%). Frekwencja wyborcza wyniosła 51,6%. Ponieważ żaden z kandydatów nie zdobył ponad połowy oddanych głosów konieczne okazało się przeprowadzenie drugiej tury wyborów, która zgodnie z prawem powinna była się odbyć w ciągu trzech tygodni od rozpatrzenia wszystkich skarg wyborczych i zatwierdzenia wyników pierwszej tury. W dzień ogłoszenia wyników Sall raz jeszcze wezwał całą opozycję do zjednoczenia się i wsparcia jego kandydatury. Zobowiązał się do zmiany konstytucji i przywrócenia 5-letniej kadencji prezydenta z maksymalnie jedną możliwością reelekcji. Stwierdził, że nowe przepisy odnosiłyby się również do jego pierwszej kadencji prezydenckiej.
6 marca 2012 Rada Konstytucyjna zatwierdziła wyniki pierwszej tury wyborów, które pokrywały się z wynikami ogłoszonymi 29 lutego 2012 oraz wyznaczyła datę drugiej tury głosowania na 25 marca 2012.
- Szczegółowe wyniki I tury wyborów:

| Kandydat                 | Kandydat                 | Liczba głosów | %      |
|                          | Abdoulaye Wade           | 942 327       | 34,81% |
|                          | Macky Sall               | 719 367       | 26,58% |
|                          | Moustapha Niasse         | 357 330       | 13,20% |
|                          | Ousmane Tanor Dieng      | 305 924       | 11,30% |
|                          | Idrissa Seck             | 212 853       | 7,86%  |
|                          | Cheikh Bamba Dièye       | 52 196        | 1,93%  |
|                          | Ibrahima Fall            | 48 972        | 1,81%  |
|                          | Cheikh Tidiane Gadio     | 26 655        | 0,98%  |
|                          | Mor Dieng                | 11 402        | 0,42%  |
|                          | Djibril Ngom             | 10 207        | 0,38%  |
|                          | Oumar Khassimou Dia      | 6469          | 0,24%  |
|                          | Amsatou Sow Sidibé       | 5167          | 0,19%  |
|                          | Doudou Ndoye             | 4566          | 0,17%  |
|                          | Diouma Diakhaté          | 3354          | 0,12%  |
| Głosy nieważne           | Głosy nieważne           | 28 346        |        |
| Razem (frekwencja 51,6%) | Razem (frekwencja 51,6%) | 2 735 135     | 100%   |
| Źródło:                  |                          |               |        |

## Kampania przed drugą turą wyborów
1 marca 2012 sekretarz generalny ONZ Ban Ki-moon pochwalił pokojową i uporządkowaną organizację głosowania i wezwał do ponownego wykazania „ducha obywatelskiej odpowiedzialności i przywiązania do demokracji” przed kolejną turą wyborów. Tego samego dnia Youssou N’Dour oficjalnie poparł kandydaturę Macky’ego Salla. Oświadczył, że w czasie spotkania z nim osiągnął porozumienie w zakresie polityki społecznej, energetycznej oraz działania na rzecz zakończenia konfliktu w regionie Casamance. Zapowiedział, że w przypadku wygranej Salla nie zrezygnuje z kariery muzycznej i w Dniu Niepodległości 4 kwietnia zorganizuje specjalny koncert. 2 marca 2012 poparcia Sallemu udzielili liderzy Ruchu 23 Czerwca, którzy wezwali młodzież do masowego udziału w wyborach.
10 marca 2012 wszyscy przegrani kandydaci z pierwszej tury wyborów oraz liderzy Ruchu 23 Czerwca zawarli porozumienie z Sallem, wspierając jego kandydaturę przeciwko prezydentowi Wade. Utworzyli koalicję Sojusz Sił na rzecz Zmiany i w dniach 10–11 marca 2012 zorganizowali w Dakarze pokojowe manifestacje upamiętniające ofiary zamieszek przedwyborczych, w wyniku których zginęło 6 osób, a ponad 150 zostało rannych. Wade spotkał się w tym czasie z autorytetami religijnymi, próbując uzyskać ich poparcie dla swojej kandydatury. Swoją porażkę w pierwszej turze wyborów tłumaczył natomiast „kampanią Zachodu” skierowaną przeciwko jego osobie. W czasie kampanii prezydent obiecywał kontynuowanie rozbudowy infrastruktury kraju i podjęcie działań na rzecz zmniejszania bezrobocia i ubóstwa. Podkreślał, że w czasie swoich rządów dokonał więcej niż rządząca wcześniej przez 40 lat Senegalska Partia Socjalistyczna. Macky Sall zobowiązał się z kolei do unowocześnienia sektora energetycznego, podatnego na awarie i przerwy w dostawach prądu oraz podjęcia działań na rzecz zakończenia konfliktu w regionie Casamance. Obiecywał również obniżenie podatków na artykuły spożywcze pierwszej potrzeby, jak ryż i mięso.
Kampania przed drugą turą wyborów przebiegła w stosunkowo pokojowej atmosferze. Komisja wyborcza odnotowała wyłącznie przypadki pojedynczych starć między zwolennikami dwóch kandydatów. Przed głosowaniem obydwaj wyrazili pewność we własne zwycięstwo, co wywołało obawy wśród części komentatorów o pokojowy przebieg procesu wyborczego. Dodatkowo, sytuację w regionie zdestabilizował zamach stanu w sąsiednim Mali, gdzie wojsko odsunęło od władzy prezydenta Amadou Toumani Touré zaledwie na miesiąc przed planowanymi wyborami prezydenckimi. W konsekwencji, delegacja obserwatorów z UE wezwała klasę polityczną w Senegalu do potwierdzenia tradycji demokratycznych kraju i służenia za przykład pozostałym państwom w rejonie Afryki Zachodniej. Również komisja wyborcza zaapelowała do kandydatów o powstrzymanie się przed przedwczesnym ogłaszaniem zwycięstwa w wyborach.

## Druga tura wyborów
Głosowanie w drugiej turze wyborów odbywało się w godzinach 8.00–18.00 czasu miejscowego i przebiegło w spokojnej atmosferze. Monitorowane było przez ok. 300 obserwatorów.
Cząstkowe wyniki głosowania publikowane w pierwszych godzinach po zakończeniu głosowania wskazywały na zdecydowane zwycięstwo Macky’ego Salla, stosunkiem głosów wynoszącym co najmniej 2:1. Około godziny 21.30 prezydent Wade w rozmowie telefonicznej ze swoim kontrkandydatem uznał swoją przegraną, gratulując mu zwycięstwa. Swoją porażkę raz jeszcze ogłosił i zaakceptował w opublikowanym później komunikacie. Swoim zachowaniem nawiązał do Abdou Dioufa, który w 2000 również gratulował mu telefonicznie zwycięstwa w wyborach. W reakcji na wieść o zwycięstwie Salla i akceptacji przegranej przez Wade, na ulicach Dakaru świętowało tysiące jego zwolenników. Macky Sall stwierdził, że prawdziwym zwycięzcą wyborów jest cały naród i zapewnił, że zamierza być prezydentem wszystkich Senegalczyków. Oznajmił, że wybory rozpoczynają „nową erę” w historii kraju. Pochwalił obywateli za dokonanie „klarownego i odpowiedzialnego wyboru”. Tuż po wyborach prezydent elekt zobowiązał się do zmniejszenia rozmiarów administracji rządowej poprzez likwidację około 20 stanowisk w gabinecie, a także do zredukowania senegalskich służb dyplomatycznych za granicą.
27 marca 2012 opublikowane zostały całościowe wyniki wyborów, według których Macky Sall uzyskał 65,80% głosów poparcia, a Abdoulaye Wade – 34,20% głosów. 30 marca 2012 Rada Konstytucyjna zatwierdziła powyższe wyniki wyborów w niezmienionym stanie. Ogłosiła, iż nie wpłynęła do niej żadna skarga wyborcza.
- Szczegółowe wyniki II tury wyborów:

| Kandydat                 | Kandydat                 | Liczba głosów | %      |
|                          | Macky Sall               | 1 909 244     | 65,80% |
|                          | Abdoulaye Wade           | 992 556       | 34,20% |
| Głosy nieważne           | Głosy nieważne           | 14 093        |        |
| Razem (frekwencja 55,0%) | Razem (frekwencja 55,0%) | 2 915 893     | 100%   |
| Źródło:                  |                          |               |        |

## Zaprzysiężenie prezydenta i powołanie rządu
Zaprzysiężenie nowo wybranego prezydenta miało miejsce 2 kwietnia 2012, dwa dni przed 52. rocznicą uzyskania przez Senegal niepodległości. Ceremonia odbyła się w ogrodach nadmorskiego Hotelu King Fahd Palace w Dakarze, gdzie prezydent elekt złożył przysięgę prezydencką na ręce przewodniczącego Rady Konstytucyjnej. Zobowiązał się do przestrzegania i wypełniania przepisów konstytucji oraz obrony integralności terytorialnej państwa. W ceremonii uczestniczyło około dwóch tysięcy zaproszonych gości, a wśród nich 11 afrykańskich głów państw, tj. prezydenci Beninu (pełniący funkcję przewodniczącego Unii Afrykańskiej), Burkina Faso, Gambii, Ghany, Gwinei, Gwinei Bissau, Gwinei Równikowej, Konga, Liberii, Republiki Zielonego Przylądka, Sierra Leone, Togo, Wybrzeża Kości Słoniowej (pełniący funkcję przewodniczącego ECOWAS). Po uroczystości prezydent Sall, witany przez mieszkańców, przejechał ulicami miasta do pałacu prezydenckiego, w którym spotkał się z byłym prezydentem Adboulaye’em Wade. Sall został pierwszym prezydentem Senegalu urodzonym po uzyskaniu przez ten kraj niepodległości, reprezentując nowe pokolenie afrykańskich przywódców urodzonych po roku 1960.
3 kwietnia 2012 prezydent Sall mianował na stanowisko szefa rządu niezależnego ekonomistę Abdoula Mbaye’a, podkreślając raz jeszcze swój zamiar zwalczania korupcji na szczeblach władzy i administracji. Ogłosił równocześnie rozwiązanie Zgromadzenia Narodowego, wyznaczając datę wyborów parlamentarnych na 1 lipca 2012.
4 kwietnia 2012 ogłoszony został skład nowego rządu. W porównaniu z poprzednim 40-osobowym gabinetem, w jego skład weszło 25 ministrów. Stanowiska objęli w nim współpracownicy prezydenta Salla i członkowie Sojuszu na rzecz Republiki oraz przedstawiciele opozycji, którzy w drugiej turze wyborów wsparli jego kandydaturę. Stanowisko ministra kultury i turystyki objął muzyk Youssou N’Dour, a stanowisko ministra planowania przestrzennego i samorządu lokalnego Cheikh Bamba Dièye, jeden z kandydatów z pierwszej tury wyborów. Ponadto po dwa resorty przypadły przedstawicielom obozów politycznych trzech innych kandydatów: Moustaphy Niasse, Ousmane’a Tanor Dienga oraz Idrissy Secka. 5 kwietnia 2012 nowy rząd oficjalnie rozpoczął urzędowanie.
Proces transferu władzy zakończył się w Senegalu ostatecznie w lipcu 2012, kiedy prezydent Sall uzyskał większość parlamentarną, umożliwiającą mu swobodne rządzenie krajem. W wyborach parlamentarnych, przeprowadzonych 1 lipca 2012, prezydencka koalicja Benno Bokk Yakaar (Zjednoczeni w Nadziei) uzyskała 119 mandatów w 150-osobowym Zgromadzeniu Narodowym, podczas gdy Senegalska Partia Demokratyczna zdobyła 12 mandatów i znalazła się w opozycji. Pozostałe miejsca przypadły mniejszym partiom. 30 lipca 2012 nowym przewodniczącym parlamentu został wybrany Moustapha Niasse, którego partia przystąpiła do koalicji Benno Bokk Yakaar.

## Ocena procesu wyborczego
Przebieg procesu wyborczego pochwaliła Organizacja Narodów Zjednoczonych, Unia Afrykańska, ECOWAS, Unia Europejska, a także państwa regionu. Sekretarz generalny ONZ Ban Ki-moon pogratulował Senegalczykom przeprowadzenia obu tur wyborów w „przykładny sposób”. Stwierdził, że obywatelska odpowiedzialność wykazana przez klasę polityczną i obywateli była „silnym przejawem przywiązania Senegalu do zasad demokracji”. W rozmowie telefonicznej pogratulował obu kandydatom i wezwał ich do dalszej współpracy przy przekazywaniu władzy.
Unia Afrykańska pochwaliła „dojrzałość” senegalskiej demokracji. Przewodniczący Komisji UA Jean Ping stwierdził, że pokojowa organizacja głosowania udowodniła, że „Afryka, pomimo wyzwań, odnotowała znaczący postęp w kierunku demokracji i transparentności wyborów”. Misja obserwacyjna ECOWAS uznała, że „wybory generalnie spełniły kryteria wolności, uczciwości i transparentności”.
Przebieg głosowania pochwaliła także misja obserwacyjna UE, która jednak wskazała na błędy na listach wyborczych, w tym zamieszczenie na nich nazwisk ok. 130 tys. zmarłych obywateli, a także przypadki kupowania głosów i wykorzystywania funduszy państwowych w kampanii wyborczej przez różnych kandydatów. Wybory uznała jednakże za wiarygodne. Wysoki przedstawiciel Unii do spraw zagranicznych i polityki bezpieczeństwa Catherine Ashton określiła je „wielkim sukcesem dla Senegalu i Afryki”.
Przebieg wyborów w Senegalu pochwalili również prezydenci Stanów Zjednoczonych, Francji i Nigerii. Prezydent Barack Obama określił je jako przykład „dobrych rządów i sprawnej demokracji”. Wyraził uznanie dla prezydenta Wade za jego „przywództwo i przyjaźń z USA”. Prezydent Nicolas Sarkozy oznajmił, że pokojowe wybory były „dobrym znakiem dla Afryki w ogóle, a w szczególności dla Senegalu”. Określił Senegal jako „główny afrykański kraj i model demokracji”. Prezydent Goodluck Jonathan stwierdził z kolei, że wybory ukazały „solidny fundament senegalskiej demokracji” oraz zaznaczył ich pozytywny wpływ na rozwój sytuacji w samym Senegalu, jak również w regionie, nawiązując tym do przewrotu wojskowego w Mali.